# Sphaera (Salzburg)

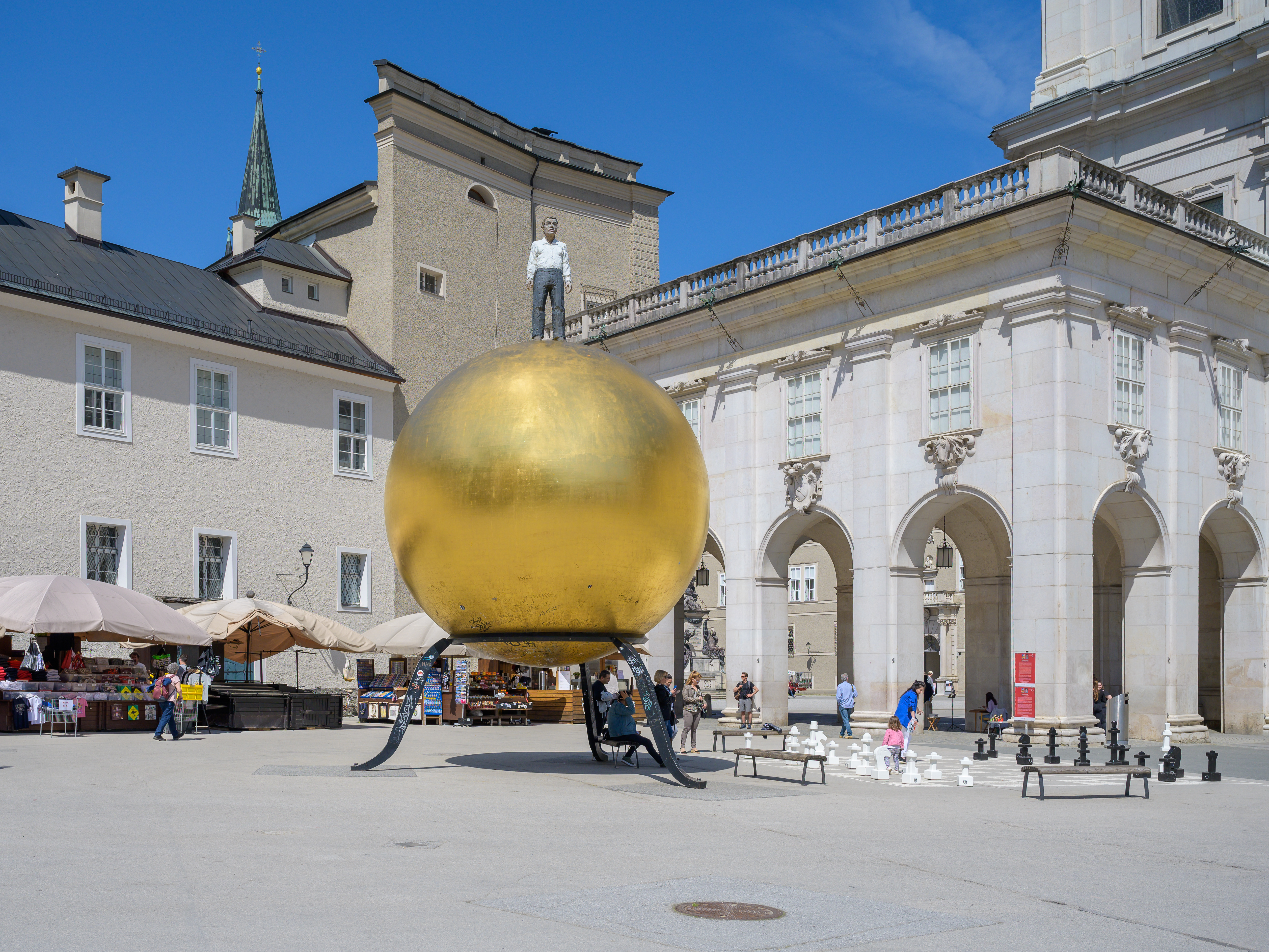
Kugel mit männlicher Figur

Die Sphaera ist ein Kunstwerk in der Altstadt von Salzburg, bestehend aus
- einer männlichen Figur, stehend auf einer riesigen goldenen Kugel auf dem Kapitelplatz, und
- der „Frau im Fels“, einer weiblichen Figur in einer Felsspalte im Toscaninihof.

Das Kunstwerk wurde im Rahmen des „Kunstprojektes Salzburg“ 2007 vom deutschen Bildhauer Stephan Balkenhol geschaffen.

## Die Kunstwerke

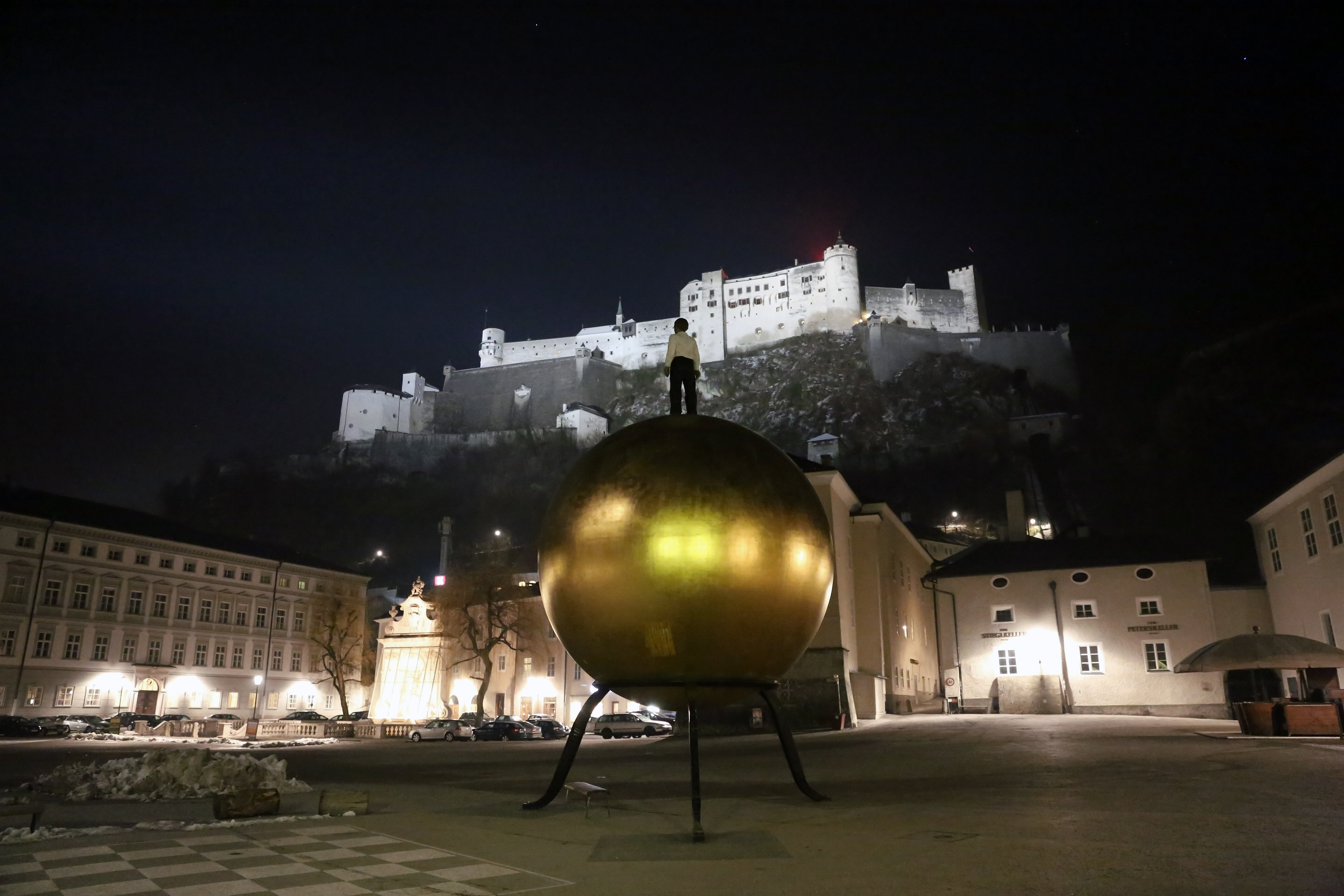
Sphaera-Kugel auf dem Kapitelplatz

### Kugel mit männlicher Figur
Das Kunstwerk besteht aus einer vergoldeten, zwei Tonnen schweren Kugel mit einem Durchmesser von fünf Metern. Die Kugel besteht aus glasfaserverstärktem Kunststoff und liegt auf einem schmiedeeisernen Gestell mit einem Gewicht von 3,5 Tonnen.
Auf der Kugel steht in neun Metern Höhe eine 300 Kilogramm schwere, bronzene männliche Figur mit schwarzer Hose und weißem Hemd. Diese Kleidung ist für Kunstwerke von Stefan Balkenhol typisch. Die Skulptur wird örtlich fallweise auch scherzhaft als „Balkenhol-Mozartkugel“ bezeichnet.

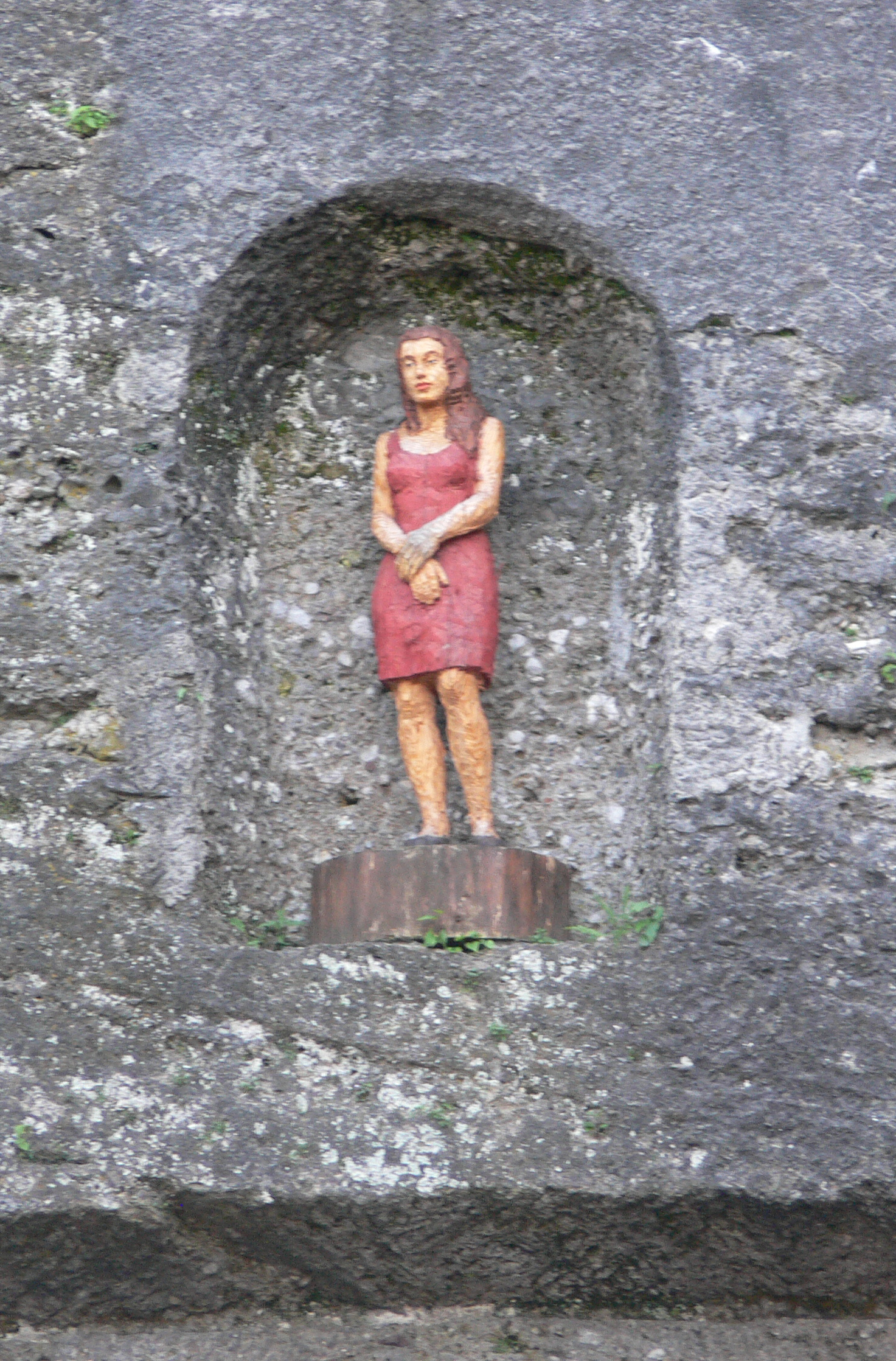
Frau im Fels

### Frau im Fels
Das Gegenstück zum viel größeren, auf der Kugel stehenden Mann, bildet eine Frau mit rotem Kleid, die in einer Felsnische im Toscaninihof steht. Sie soll an eine Tunnelheilige erinnern.

## Hintergrund
Dieses Kunstwerk ist auf eine Initiative der Salzburg Foundation zurückzuführen. Diese wurde 2001 als Privatinitiative gegründet und versteht sich als eine moderne Form des Mäzenatentums. Bei diesem Projekt, welches keine öffentlichen Subventionen erhält, geht es darum, internationale Künstler für die Stadt Salzburg zu begeistern, und sie zu animieren ein spezifisches Kunstwerk für einen Platz ihrer Wahl zu schaffen. Der Einladung folgten Künstler wie Manfred Wakolbinger, Anselm Kiefer, Mario Merz, Marina Abramović, Markus Lüpertz, James Turrell, Tony Cragg, Christian Boltanski, Jaume Plensa, Brigitte Kowanz, Erwin Wurm und Stephan Balkenhol. Seit 2013 gehört das Werk zur Sammlung Würth.